# مسجد جامع محمدیه
مسجد جامع محمدیه که با نام‌های مسجد جمعه و مسجد جامع و یا مسجد علویان نائین نیز شناخته می‌شود، مسجدی مربوط به سدهٔ ۹ ه.ق است و در شهرستان نائین، روستای محمدیه، محله محمدیه واقع شده و این اثر در تاریخ ۱۰ خرداد ۱۳۸۲ با شمارهٔ ثبت ۹۰۵۶ به‌عنوان یکی از آثار ملی ایران به ثبت رسیده است.
مسجد جامع محمدیه مشهورترین اثر تاریخی شهر است؛ که در محله باب المسجد واقع شده‌است در شمال نایین در اواخر قرن چهارم و اوایل قرن پنجم ه. ق ساخته شده‌است.
آنچه دربادی امر توجه بیننده را به خود جلب می‌کند شباهت کلی و مشخص مسجد با مساجد تاریخانه دامغان و مسجد جامع نیریز فارس است. تزئینات مسجد با طرح‌های مختلف یادآور سنتهای گذشته ایرانیان است.طاق نماهای بسیار زیبایی مسجد با سقف هلالی آن بیانگر هنر معماران و استاد کاران مسلمان ایرانی است. بر روی دیوار و طاق جرزها ونقوش متنوع و اشکال هندسی ساده توأم با شاخ وبرگ گچ بری شده به چشم می‌خورد؛ که‌این اثر را در عداد یکی از نفیس‌ترین مساجد ایران قرار می‌دهد. بنای مسجد به صورتی دو ایوانی است که از اجزاء مختلفی نظیر صحن، رواق‌های متعدد محراب با تزیینات جزئی شبستان سرداب، مهتابی، وضوخانه و پایاب قنات (که هنوز فعال است) تشکیل شده‌است. طاقهای دوطرف شبستان بزرگ مسجد و محراب آن شباهت کاملی با مسجد جامع نایین دارد. از دگر نفایس این مسجد منبر و در چوبی آن است. این در و منبر که شاهکار مسلم منبت کاری هستند بیانگر ذوق و خلاقیت هنرمنان ایرانی در قرن گذشته می‌باشند بر روی منبر کتیبه‌ای بخط نسخ بسیار زیبا با تاریخ۷۱۱ هجری مشاهده می‌شود. در زمینه این کتیبه نقش شاخ و برگ کنده‌کاری شده‌است این کتیبه بیانگر این نکته‌است که منبر در قرن هشتم هجری به مجموعه بنا اضافه شده‌است. اگر چه منبر فاقد کتیبه‌است اما نقوشی که بر تخته‌های منبر نقش شده آن را به دوره‌ای مربوط می‌کند که نمونه‌های کمی ازآن برجای مانده‌است آندره گدار طاقهای ناودانی شکلی که دردو طرف شبستان گنبدی جلوه محراب به موازات قبله زده شده‌اند و شباهت این شیوه با مسجد نائین را دلایل قدیمی بودن مسجد محمدیه می‌داند.
همچنین این نویسنده عقیده دارد الواحی که در منبر بکار رفته‌اند متعلق به منبر دیگری بوده که در این امر منبر تعبیه شده‌اند. مسجد محمدیه به شماره ۳۵۵ در فهرست بناهای تاریخی به ثبت رسیده‌است. باتوجه به خصوصیات معماری مسجد و نظر برخی از محققان به نظر می‌رسد که مسجد جامع نائین در اواخر قرن سوم یادر قرن چهارم هجری ساخته شده‌است. از خصوصیات این گچ‌بری گودی و عمق آن است؛ همین امتیاز در هنر گچ بری موجب شده تا پژوهشگران و معماران این بنا را در زمره مساجد اولیه به حساب آورند. علاوه برآن این کتیبه نام (جلال الدین ملک التجار)واقف منبر نوشته شده‌است. مسجد جامع علویان نائین پس از احداث چند بار تعمیر و مرمت سازی شده‌است از جمله در سال ۸۷۴ هجری قمری مرمتی صورت گرفته که بر کتیبه‌ای درقاب چوبی در مسجد نوشته شده‌است.